# R. Winston Morris

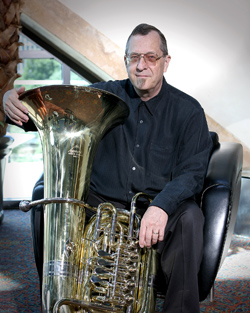
R. Winston Morris mit einer Fünf-Ventil-Tuba

Ralph Winston Morris (* 1941) ist ein US-amerikanischer Tubist, Komponist und Hochschullehrer.

## Leben und Wirken
Morris studierte bei William Bell, der Tubaspieler im Orchester von John Philip Sousa war. 1962 beendete er sein akademisches Studium an der East Carolina University.  Als Professor für Tuba und Euphonium lehrt Morris an der Tennessee Technological University in Cookeville; dort gründete er 1967 mit Beginn seiner Lehrtätigkeit das Tennessee Tech Tuba Ensemble, das unter Morris’ Leitung auf der Bourbon Street von New Orleans und auf dem New Orleans Jazz Festival, in Disney World, bei der Konferenz der National Association for Music Education in Kansas City, der International T.U.B.A. Conference in Austin (Texas), im Kennedy Center in Washington, D.C., auf dem Spoleto Festival in Charleston (South Carolina) und in der New Yorker Carnegie Hall auftrat.
Morris spielte ferner Anfang der 1980er Jahre im Matteson-Phillips Tubajazz Consort mit Rich Matteson, Ashley Alexander, John Allred, Buddy Baker (Euphonium), Harvey Phillips und Daniel Perantoni (LP: Super Horn, 1982). In späteren Jahren war er Mitglied im Brass Arts Quintet.
Morris nahm mit dem Tennessee Tech Tuba Ensemble 22 Alben auf, von denen einige für einen Grammy nominiert wurden. Im Laufe seiner akademischen Karriere ermutigte Morris seine Studenten, Repertoire für das Ensemble zu arrangieren und zu komponieren;  insgesamt entstanden in der Arbeit mit dem Ensemble 600 Kompositionen für Tuba, Euphonium und Tuba-Ensemble. Winston Morris stellte auch den weltweit ersten Euphonium-Chor zusammen und organisierte eine Aufnahmesession für diesen Chor. Er gründete außerdem das Tuba-Euphonium-Ensemble Symphonia, dessen Reunion-Konzert als Tubas of Mass Destruction 2007 an der Tennessee Tech University mit über 100 seiner gegenwärtigen und ehemaligen Studenten stattfand.
Morris schrieb unter anderem die Bücher Tuba Music Guide,  The Tuba Source Book und Euphonium Source Book, die einen Überblick über das Repertoire für die beiden Instrumente darstellen.
Ferner ist er Mitbegründer der Tubists Universal Brotherhood Association (T.U.B.A.). Für sein Lebenswerk wurde er 2003 von der Tennessee Tech University mit dem Caplenor Research Award ausgezeichnet.

## Diskographische Hinweise
- The Tennessee Technological University Tuba Ensemble (1979)
- Live!!! The Tennessee Technological University Tuba Ensemble (1980)
- Tennessee Tech Tuba Ensemble and “All That Jazz”  (1985)
- Tennessee Tech Tuba Ensemble presents Heavy Metal (1986)
- Phat Bottom Tubas (2006)
- Tennessee Tech Tuba Ensemble and All That Jazz (Kompilation, 2006)
- Carnegie VI
- Christmas Tubas
- Unleash the Beast!!! (Mark Records)

## Weitere Literatur
- Richard H. Perry, Charles A. McAdams The Tennessee Tech Tuba Ensemble and R. Winston Morris: A 40th Anniversary Retrospective (2010)